# 1. Frauen-Fußball-Club Frankfurt
El 1. FFC Frankfurt és un club alemany de futbol femení que juga a la Bundesliga Femenina. És el segon equip europeu amb més Lligues de Campions femenines: l'han guanyat en quatre ocasions.

## Història
L'equip va néixer el 1973 quan el SG Praunheim va fondar una secció femenina, que en 1990 va debutar a la Bundesliga. En 1998 es va separar del Praunheim i en la seva primera temporada com a club independent van guanyar el doblet.
Entre 2000 i 2008 el Frankfurt va guanyar tres Lligues de Campions, set Bundesliges y set Copes. En 2015 va guanyar la seva quarta Lliga de Campions.
En 2020 va ser absorbit per l'Eintracht Frankfurt.

## Històric

### Palmarès
- 4 Lligues de Campions de la UEFA
  - 01/02 - 05/06 - 07/08 - 14/15
- 7 Lligues d'Alemanya
  - 98/99 - 00/01 - 01/02 - 02/03 - 04/05 - 06/07 - 07/08
- 9 Copes d'Alemanya
  - 98/99 - 99/00 - 00/01 - 01/02 - 02/03 - 06/07 - 07/08 - 10/11 - 13-14
- 7 Copes Indoor d'Alemanya
  - 96/97 - 97/98 - 98/99 - 01/02 - 02/03 - 07/08 - 11/12

### Trajectòria
| Edició |               | 1a Fase previa ¹ | 2a Fase previa ¹    | Quarts de final | Semifinals      | Final               |
| ------ | ------------- | ---------------- | ------------------- | --------------- | --------------- | ------------------- |
| 01/02  |               |                  | Llevant UE          | Odense BK       | Toulouse FC     | Umeå IK             |
| 02/03  |               |                  | Masinac Nis         | HJK Helsinki    | Umeå IK         |                     |
| 03/04  |               |                  | Athletic Club       | Fulham FC       | Malmö FF        | Umeå IK             |
| 05/06  |               |                  | FC Lucerna          | Arsenal FC      | Montpellier HSC | Turbine Potsdam     |
| 06/07  |               |                  | HJK Helsinki        | Kolbotn IL      |                 |                     |
| 07/08  |               |                  | Everton FC          | FK Rossiyanka   | ASD Bardolino   | Umeå IK             |
| 08/09  |               |                  | Røa                 | FCR Duisburg    |                 |                     |
| Edició | Fase previa ¹ | Setzens de final | Vuitens de final    | Quarts de final | Semifinals      | Final               |
| 11/12  |               | Stabaek IF       | Paris Saint-Germain | LdB Malmö       | Arsenal FC      | Olympique Lió       |
| 14/15  |               | BIIK Kazygurt    | Sassari Torres      | Bristol Academy | Brøndby IF      | Paris Saint-Germain |
| 15/16  |               | Standard Lieja   | Lillestrøm SK       | FC Rosengård    | VfL Wolfsburg   |                     |

- ¹ Fase de grups. Equip classificat pillor possicionat en cas d'eliminació o equip eliminat millor possicionat en cas de classificació.

|            | 80/81 | 81/82 | 82/83 | 83/84 | 84/85 | 85/86 | 86/87 | 87/88 | 88/89 | 89/90 | 90/91 | 91/92 | 92/93 | 93/94 | 94/95 | 95/96 | 96/97 | 97/98 | 08/99 | 99/00 |
| ---------- | ----- | ----- | ----- | ----- | ----- | ----- | ----- | ----- | ----- | ----- | ----- | ----- | ----- | ----- | ----- | ----- | ----- | ----- | ----- | ----- |
| Bundesliga |       |       |       |       |       |       |       |       |       |       | B-5   | B-6   | B-4   | B-3   | B-3   | 2     | 3     | 2     | 1     | 2     |
|            | 00/01 | 01/02 | 02/03 | 03/04 | 04/05 | 05/06 | 06/07 | 07/08 | 08/09 | 09/10 | 10/11 | 11/12 | 12/13 | 13/14 | 14/15 | 15/16 | 16/17 | 17/18 | 18/19 | 19/20 |
| Bundesliga | 1     | 1     | 1     | 2     | 1     | 3     | 1     | 1     | 4     | 3     | 2     | 3     | 3     | 2     | 3     | 3     | 5     | 6     | 5     | 6     |